# Hermann und Dorothea
Arminio e Dorotea è un poema del 1797 scritto da Johann Wolfgang von Goethe.
Creato tra l'11 settembre 1796 e l'8 giugno 1797, fu stampato per la prima volta nell'ottobre 1797. I canti prendono il nome dall'antico greco Muse. È un Idillio in Esametro.

## Trama
Riassunto: Il figlio di una coppia benestante si innamora di una giovane donna che sta attraversando la sua città natale su un sentiero di rifugiati senza parenti stretti. Quest'ultimo vorrebbe sposarla all'istante, ma a causa delle resistenze iniziali del padre, che ha messo in primo piano l'importo della dote, due amici di casa (un parroco e un farmacista) si informano prima sulla ragazza adorata nel campo profughi. Le informazioni che ricevono sono molto positive, perché le giovani ragazze sono state eroicamente protette dallo stupro imminente e hanno anche notevoli vantaggi fisici. Quindi il corteggiatore vorrebbe condurre l'amata a casa come sua sposa. Tuttavia, per paura della vergogna che significherebbe un rifiuto, la nomina solo come domestica. In un'elaborata discussione nella casa dei genitori, viene alla luce la reciprocità dell'amore, in modo che il fidanzamento possa essere svolto felicemente.

### I. Calliope. Destino e condivisione
Un corteo di profughi tedeschi si muove verso est, con il nemico alle spalle, attraversa il Reno in estate poco prima della raccolta del grano. Il luogo è una piccola città sulla riva destra del Reno. Da qui, Strasburgo è raggiungibile in carrozza e cavallo. Lieschen, moglie dell'ostello del Leone d'Oro, manda fuori suo figlio Arminio con dei doni per i bisognosi.

### II. Tersicore. Arminio
Nel campo profughi, Arminio incontra Dorotea che si occupa di una donna che ha appena partorito. Dorotea accetta i doni di Arminio con sentimenti contrastanti. La spinge il bisogno. Arminio dà a Dorotea tutti i suoi aiuti - prosciutto, pane, bottiglie di vino e birra - anche se in realtà voleva distribuirli tra la gente.
Tornato a casa, Arminio racconta l'incontro con la ragazza. Arminio contraddice il vicino, che pensa che il modo migliore per superare un momento così difficile come individuo sia: una ragazza del genere, che ha bisogno della protezione di un uomo in particolare. La madre racconta di aver ritrovato anche il marito, il padrone di casa: "L'ora più triste ci ha legato insieme". Dopo un incendio in città, entrambi si ritrovarono su rovine fumanti vicino alla casa del padre di Lieschen. Ma il padrone di casa afferma che "i tempi dell'amore stanno passando". Insiste su una "sposa con una bella dote" e nomina le candidate della città. Ma a Arminio non piacciono perché l'hanno offeso e hanno persino riso di lui a causa della sua goffaggine. Arminio vuole rivedere Dorotea, ma non osa ancora dirlo. “Provo poca gioia in te!” Ringhia il padre. È insoddisfatto di Arminio perché il suo unico figlio “non vuole andare più in alto”.

### III. Talia. I cittadini

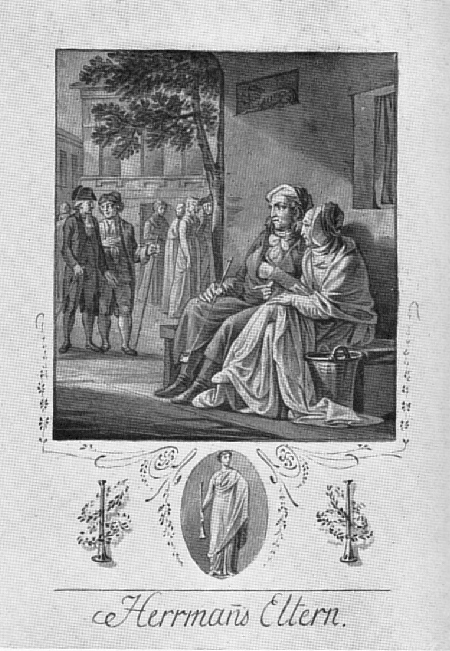
I genitori di Arminio.
Incisione su rame di Daniel Chodowiecki

Il padre ha grandi progetti per Arminio. Prima Arminio dovrebbe conoscere il mondo - Strasburgo, Francoforte "e l'amichevole Mannheim" - e poi prendere parte ai progetti edilizi della città. La madre pensa che Arminio debba essere amato dai suoi genitori per quello che è. La madre sa che Arminio "vale i beni che un giorno erediterà". Il padre poi descrive le donne e i bambini come "un popolo meraviglioso" e ne rimane convinto: "Chi non va avanti tornerà".

### IV. Euterpe. Madre e figlio
La madre cerca Arminio nel vigneto interno. Quando lo trova sulla panchina sotto il pero, “lei vede le lacrime agli occhi”. Il figlio ribelle non vuole "tornare a casa", ma piuttosto andare in guerra. Sua madre lo dissuase: "Il tamburo non ti sta chiamando, non la tromba". Arminio ammette che vuole andarsene per qualcos'altro. La madre lo ha "mai visto" "così violentemente". Arminio grida “fortemente contro il seno di sua madre” e le confessa che “la parola del padre” gli ha “ferito”. Tutto mi sta davanti così desolatamente: mi manca mia moglie." La madre è sollevata perché Arminio le ha aperto il suo cuore, ricerca chi è la ragazza e ha subito un sospetto: “È quella ragazza, l'espulsa, la quello che hai scelto."
Arminio non vuole tornare a casa se il padre esclude "la ragazza" che desidera "condurre a casa da solo". La madre ha già un progetto e un aiutante, il Pastore: "Ci aiuterà soprattutto il degno sacerdote".

### V. Polimnia. Il cittadino del mondo
Arminio chiede a suo padre il permesso di sposarsi, ma lui tace. Il parroco interviene e loda:
(V, 63)
Il pastore vuole uscire con il farmacista attraverso il campo dai profughi e fare domande su Dorotea. Il padre accetta la proposta. Entrambi sono guidati da Arminio. Arminio descrive al parroco i tratti distintivi della donna amata: "Il pettorale rosso solleva il seno arcuato, ben allacciato, e il corpetto nero le aderisce strettamente". Raggiungono il villaggio, "brulicante di persone". Il pastore trova il "Giudice", capo dei profughi, e si rivolge a lui.

### VI. Clio. L'età
Il giudice descrive Dorotea come una "vergine eccellente" che si è dimostrata nel tumulto della rivoluzione quando ha pilotato una "truppa di plebaglia in fuga" che voleva attaccare le belle "ragazze, più probabilmente chiamate bambini", con la "sciabola" colpire. Dorotea si prendeva cura dei malati e perse il fidanzato durante la rivoluzione.
Arminio rimanda il pastore in carrozza in città e vuole andare a Dorotea, per “sperimentare di persona il suo destino”.

### VII. Erato. Dorotea
Arminio va "con gioia a incontrare Dorotea". La trova "di nuovo impegnata". Dorotea va a prendere acqua fresca per il suo popolo dal pozzo. Il primo incontro alla "sorgente" avviene:
Arminio non riconosce l'amore nascente della donna al suo fianco, né si spiega. Perché ha paura di essere respinto da Dorotea. Dorotea deve dedurre dal suo discorso che a casa di Arminio si cerca una domestica. Dorotea è d'accordo. Nel salutare i suoi connazionali, dice “e dobbiamo finalmente disperderci tutti in un paese straniero se il ritorno viene negato […] Quindi mi piace seguirlo; sembra un giovane comprensivo. "Nessuno si oppone. Qualcuno sussurra: “Quando il Signore si fa sposo, lei è al sicuro.” Arminio “la tira via.” I bambini urlano: “Non vogliono lasciare andare la seconda madre”.

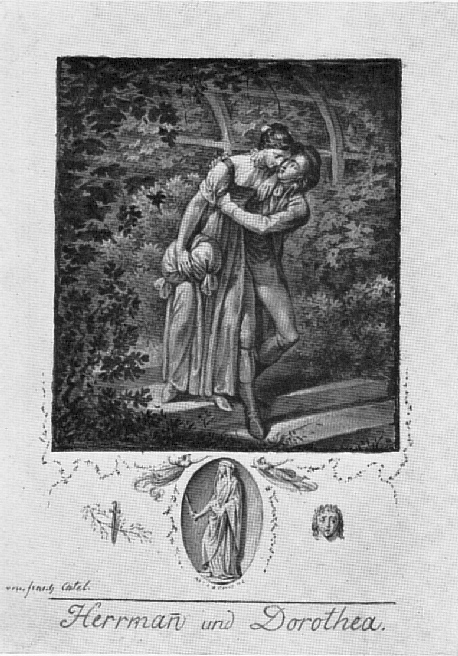
Dorotea sta per cadere. Arminio vi si prepara.
Incisione su rame di Daniel Chodowiecki

### VIII. Melpomene. Arminio e Dorotea
Arminio e Dorotea camminano “contro il sole che tramonta” e “sono entrambi felici del grano alto e ondeggiante”. Dorotea vuole saperne di più sui genitori di Arminio. Arminio non ha mai parlato dei suoi genitori, ma loda sua madre, ma deve ammettere al padre che "ama anche l'apparenza". Sotto il pero, Arminio ancora una volta non coglie l'occasione perché teme il rifiuto. Quando entrambi scendono i gradini “al buio”, Dorotea si sloga un piede e minaccia di “cadere”. Arminio “allunga il braccio” e lei si lascia cadere “dolcemente sulla sua spalla”. Stanno petto a petto e guancia a guancia. Arminio “si fa forza contro la pesantezza. E così sente il meraviglioso fardello, il calore del cuore e il balsamo del respiro, sulle sue labbra" respirò.

### IX. Urania. Prospettiva

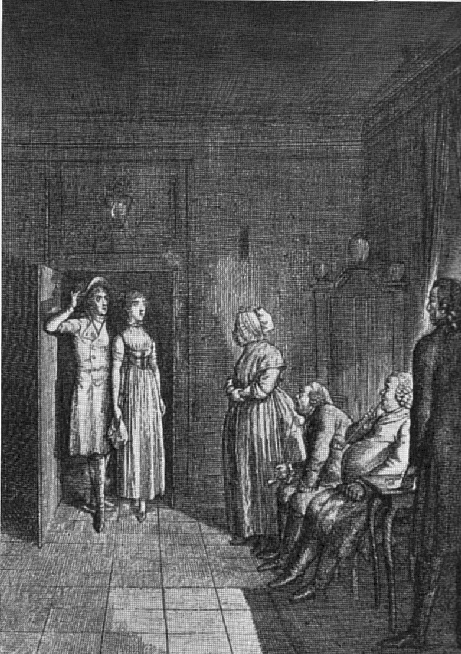
Arminio e Dorotea entrano a casa dei loro genitori e amici.
Copperplate di Daniel Chodowiecki

Goethe riprende la fine dell'ottava canzone, chiama le muse, quei nove protagonisti delle sue canzoni e chiede un lieto fine alla storia di Arminio e Dorotea:
(IX, 1)
Quando entra la “meravigliosa coppia”, “gli amici” e anche “i genitori amorevoli” rimangono stupiti. Arminio si rivolge subito al pastore. Arminio teme la "confusione" perché non ha fatto pubblicità per Dorotea e lei pensa che sia una futura cameriera. Prima che il parroco possa intervenire per fare chiarezza, succede. La prima dichiarazione del padre, indirizzata a Dorotea, deve essere intesa come "derisione" della sua miseria da rifugiata. Dorotea lo tira fuori "con lacrime calde" e vuole voltarsi. Ma la madre ferma Dorotea: “No, non te lo permetterò; sei la fidanzata di mio figlio. "Solo il padre è ancora un po' riluttante ad aderire: “Vado a letto”. Arminio lo trattiene e di nuovo chiede aiuto al parroco. Il pastore incoraggia Arminio: "Allora parla per te stesso!" E Arminio dice: "Sono venuto per pubblicizzare il tuo amore". Gli amanti si abbracciano e si baciano. Poi Dorotea bacia la mano "ritirata" del padre. Quest'ultimo ti abbraccia “subito, nascondendo le lacrime”. Il prete strappa le fedi nuziali dalle dita dei genitori e vuole usarle per coinvolgere i bambini. Nell'occasione vede l'anello al dito della sposa. Dorotea, dal carattere deciso, sta al fianco del suo primo fidanzato, che “trovò la prigione e la morte” a Parigi. Mette “gli anelli uno accanto all'altro”. Lo sposo significa bene: "Chi insiste fermamente sui sensi, si forma il mondo".

## Citazioni
Goethe riprende la fine dell'ottava canzone, chiama le muse, quei nove protagonisti delle sue canzoni e chiede un lieto fine alla storia di Arminio e Dorotea:
(IX, 1)
(V, 13)
(V, 57)
(VI, 203)
A proposito della Rivoluzione francese:
(IX, 264)
(IX, 273)

## Sfondo
Goethe mise le mani su un storia del calendario del 1731. Si trattava di una giovane ragazza protestante che fu espulsa dall' Arcidiocesi di Salisburgo alla Prussia orientale con gli Esuli di Salisburgo e, che vi si era stabilita, sposò un giovane benestante uomo. Goethe ha negato che questo sia il nucleo della storia. Tuttavia, esiste una connessione con l'incursione delle truppe francesi del 1796. Durante la sua partecipazione alla Campagna di Francia nel 1792, Goethe vide i tedeschi  Reno sinistro fuggire verso est.

## Pittura, illustrazione e scultura

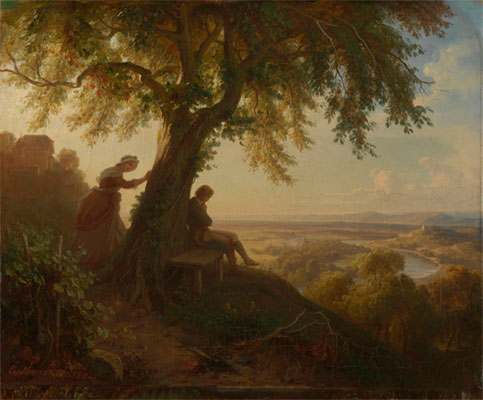
Dall'Arminio e Dorotea di Goethe, dipinto di Eugen Napoleon Neureuther, 1864

Daniel Chodowiecki, Joseph von Führich, Arthur von Ramberg, Benjamin Vautier, Ludwig Richter,  Emil Klein, Ernst Bosch, Hans Looschen e altri ha creato illustrazioni per l'epico idillio Arminio e Dorotea. Inoltre, sono state pubblicate cartoline con motivi della fabbrica. Il pittore Eugen Napoleon Neureuther ha raffigurato in un dipinto del 1864 la scena di Arminio che viene ascoltato da sua madre.
Johann Werner Henschel ha creato un gruppo di sculture "Arminio e Dorotea" per Potsdam e Carl Steinhäuser uno per Karlsruhe r  Schlossgarten.

## Ricezione
Arminio e Dorotea furono accolti molto bene durante la vita di Goethe. August Wilhelm Schlegel chiudeva una recensione sulla “Allgemeine Literaturzeitung” nel dicembre 1797 con le parole: “Arminio e Dorotea è un'opera d'arte compiuta su grande scala, e allo stesso tempo comprensibile, cordiale, patriottica, popolare -Come; un libro pieno di insegnamenti d'oro di saggezza e virtù."
Karl August Böttiger chiude nel suo libro Literary Conditions and Contemporaries una voce più lunga del 25 dicembre 1796, "Goethe mi legge il suo Arminio e Dorotea", con le parole: "Bene per me, la gioia di Il Natale è stato oggi il più piacevole della mia vita!" Il 15 aprile 1797 scrisse: "Questa sera ho sentito il maestro cantante leggere gli ultimi cinque canti di Arminio e Dorotea stesso. Che mondo di azione e sentimento in quale spazio ristretto e con quante poche risorse?"
In una valutazione dettagliata di Jeremias Gotthelf dopo la sua morte nel 1855, Gottfried Keller scrive: “In ogni storia Gotthelf ha la densità e l'intimità di un “Arminio e Dorotea”; ma in nessuno fa nemmeno il minimo tentativo di dare alla sua poesia la bellezza e la perfezione che l'artistico, coscienzioso ed economico Goethe ha saputo dare alla sua epica, così graziosamente e finemente costruita. "
Intorno al 1900, Arminio e Dorotea fu al centro dell'accoglienza di Goethe, era una lettura obbligata nelle scuole e nelle famiglie borghesi ed era considerata da molti l'opera più importante e di maggior successo del poeta. Nel 1902 Ferdinand von Saar pubblica un'opera con lo stesso titolo in cui Arminio incontra la sua Dorotea mentre legge l'opera di Goethe. Formalmente, l'opera di von Sars corrisponde al modello di Goethe ed è anch'essa scritta in esametri; tuttavia, la trama viene aggiornata e ricollocata nella Monarchia asburgica della fine del XIX secolo.
Ivan Sergeevič Turgenev, nel racconto Annouchka, cita il racconto di Goethe. Il protagonista, rivivendo la propria gioventù, l'avventura, il viaggiare «a caso (...) ferito al cuore da una giovine vedova», ritrova il proprio desiderio in Annouchka. Trovandola un giorno a leggere un «pessimo romanzo francese», come di riflesso, l'indomani, egli legge al fratello della giovane il racconto Hermann e Dorotea e la ragazza, dopo un'attenzione incostante, così reagisce: «ad un tratto si fermò; porse l'orecchio; si pose a seder pian piano vicino a me ed ascoltò sino alla fine».
Più di recente, ad esempio, nel 2016 al Burgtheater di Vienna, Hermann und Dorothea è stato inserito in un contesto attuale con la crisi dei rifugiati sotto forma di una lettura scenica.

## Testimonianze
(Goethe)
(Goethe)
(Goethe)

## Letteratura

### Letteratura Primaria
- Johann Wolfgang von Goethe: Hermann und Dorothea: Diamant-Ausg. Grote, Berlino 1868 (Edizione digitalizzata della Università e Biblioteca di Stato di Düsseldorf)
- Johann Wolfgang von Goethe: Hermann und Dorothea. Casa editrice tedesca, Berlino 1900 circa (Template:ULBDD)
- Johann Wolfgang von Goethe: "Opere poetiche, volume 2." Phaidon Verlag, Essen 1999, ISBN 3-89350-448-6, pp. 397-447.
- Johann Wolfgang von Goethe: Hermann und Dorothea (UB 55). Stoccarda 1986, ISBN 3-15-000055-6.
- Johann Wolfgang von Goethe: Hermann und Dorothea. Edizione Elzevier pubblicata da H. Seemann, Berlino ca.1900.

### Letteratura secondaria
- Helmut de Boor (Ed.): La letteratura tedesca: testi e testimonianze. Vol. 1. Medievale, Monaco 1988, ISBN 3-406-01948-X, pp. 738-752.
- Heiko Christians: Il sogno dell'epica. Romanticismo e poetica politica in Germania (1750-2000). Friburgo 2004.
- Karl Otto Conrady: "Goethe - Life and Work." Düsseldorf / Zurigo 1999, ISBN 3-538-06638-8, pp. 651-664.
- Karl Eibl: Anamnesi del “momento”. La società poetica di Goethe in Hermann und Dorothea  In:  DVjs.  58 (1984), pp. 111-138.
- Template:PGIW, Stoccarda 1893.
- Maria Lypp: La riflessione estetica e il suo design in "Hermann und Dorothea" di Goethe  Stoccarda 1969.
- Frank Ryder, Benjamin Bennett: "L'ironia di Hermann und Dorothea di Goethe: la sua forma e la sua funzione." In: "PLMA." 90 (1975), pp. 433-446.
- Josef Schmidt: Spiegazioni e documenti su Johann Wolfgang Goethe: "Hermann und Dorothea". Stoccarda 1970.
- Ernst Ferdinand Yxem: "A proposito di Arminio e Dorothea di Goethe." Plahn 1837.